# Dolmen des Clos Grands
Le dolmen des Clos Grands est un site mégalithique situé sur la commune de Saillac dans le Lot, au lieu dit Cloups Grands.
Il est inscrit au titre des monuments historiques par arrêté du 13 mai 1959.